# Recuit de drap
El recuit de drap és un tipus de formatge fresc de pasta tova escorreguda. El de drap és embolcallat amb un drap de cel·lulosa. Presenta un color blanc lletós brillant, de textura tova i cremosa, sabor fresc, dolç i lletós. Elaborat amb llets pasteuritzades. Es menja per postres acompanyat de mel o sucre. És un producte tradicional de les comarques empordaneses, especialment de la comarca del Baix Empordà. Són coneguts els recuits de Fonteta i Ullastret.
El recuit s'elaborava amb llets d'ovella, cabra o una barreja de les dues, es bullia dues vegades i es deixava refredar, s'hi tirava el quall vegetal, i es posava en terrines petites de ceràmica de 100 a 200 grams. Es deixava reposar i ja es podia menjar.
Necessita temperatures baixes per la seva conservació entre 2 i 4 graus.
Normalment l'elaboren petites empreses artesanes, on els punts de venda és el mateix punt on s'elabora, o petites botigues de la zona.

## Marca de garantia Productes de l'Empordà

Logotip Marca de Garantia Productes de l'Empordà

El recuit de drap i el recuit són productes adherits a la Marca de garantia Productes de l'Empordà. Els elaboradors adherits a Productes de l'Empordà han de superar periòdicament els controls d'un laboratori alimentari que en certifica la qualitat en les diferents fases del producte per tal de rebre la certificació.
És un segell alimentari que té per objectiu personalitzar i reconèixer els productes propis de l'Empordà i ajudar a promocionar la seva comercialització. Aquest distintiu certifica la qualitat i l'origen empordanès del productes.